# Raión de Jalilabad
Jalilabad (en azerí: Cəlilabad) es uno de los cincuenta y nueve rayones en los que subdivide políticamente la República de Azerbaiyán. La capital es la ciudad de Jalilabad.

## Territorio y Población
Comprende una superficie de 1441 kilómetros cuadrados, con una población de 174 000 personas y una densidad poblacional de 91 habitantes por kilómetro cuadrado.

## Economía y Transporte
La región está dominada por la agricultura. Sus products más importantes son los granos, vino y frutas, ganado y fincas.